# Stephanie Pinhary
Stephanie Pinhary (griechisch Στεφανη Πινχαρη; * 24. März 1997) ist eine zypriotische Badmintonspielerin.

## Karriere
Stephanie Pinhary gewann 2013 ihren ersten nationalen Titel in Zypern, wobei sie im Damendoppel mit Stella Knekna erfolgreich war. Bereits 2012 wurde sie nationale Juniorenmeisterin.